# Verband der Versicherungsunternehmen Österreichs
Der Verband der Versicherungsunternehmen Österreichs (VVO) ist ein Interessenverband der in Österreich tätigen privaten Versicherungsunternehmen.
Der VVO wurde 1899 als Verein gegründet. In Versicherungsfragen wirkt er als Ansprechpartner für politische Entscheidungsträger, Institutionen und die Öffentlichkeit. Der VVO vertritt die österreichischen Interessen auch in EU- und anderen internationalen Gremien. Er ist Mitglied des CEA und der DACHL-Vereinigung (Kooperation der deutschsprachigen Versicherungsverbände).
Zu seinen weiteren Aufgabengebieten zählen:
- Fachverband der Versicherungsunternehmungen in der Wirtschaftskammer Österreich
- Kollektivverträge für die Versicherungsbranche
- Informations- und Beschwerdestelle
- Kfz:
  - Ausländerschadenbüro
  - Grüne Karte-Büro
  - Kfz-Zulassungen
  - Kfz-Technisches Büro
  - Verkehrsopferfonds
- Versicherungswirtschaftliche Statistiken

Folgende Aufgaben nimmt der VVO durch verknüpfte Organisationen wahr:
- Informations- und Dialogforum des österreichischen Versicherungswesens (Österreichische Gesellschaft für Versicherungsfachwissen)
- Versicherungswirtschaftliche Ausbildung (Bildungswerk der Österreichischen Versicherungswirtschaft)
- Sicherheitsdienstleistungen (Kuratorium für Verkehrssicherheit)

## Organe
Die Hauptorgane des österreichischen Versicherungsverbandes sind:
- Mitgliederversammlung
- Präsidium
- Präsidialausschuss

Alle Organmitglieder üben ihre Funktion ehrenamtlich aus.

## Mitglieder
Im Jahre 2010 hat der VVO 142 Mitglieder, davon sind 126 in Österreich niedergelassen. 111 Mitgliedsunternehmen haben ihren Hauptsitz in Österreich; 15 sind Zweigniederlassungen ausländischer Versicherungsunternehmen und 16 betreiben ihre Tätigkeit in Österreich im Rahmen des freien Dienstleistungsverkehrs aus einem EU-Staat.